# Ernst Wolf (Admiral)
Ernst Wolf (* 21. Juli 1886 in Cotta; † 29. Juli 1964 in Hamburg) war ein deutscher Vizeadmiral der Kriegsmarine im Zweiten Weltkrieg.

## Karriere

### Kaiserliche Marine und Erster Weltkrieg
Wolf trat am 1. April 1906 als Seekadett in die Kaiserliche Marine ein. Er absolvierte die Grundausbildung und anschließend die Basisausbildung bis zum 17. März 1907 auf der als Schulschiff genutzten Gedeckte Korvette Stosch. Daraufhin kam er zur weiteren Ausbildung ab dem 18. März 1907 an die Marineschule in Kiel. Am 6. April 1904 wurde er zum Fähnrich zur See ernannt. Anschließend versah er ab dem 1. Oktober 1908 Dienst auf dem Kleinen Kreuzer Stettin und wurde hier am 30. September 1909 zum Leutnant zur See befördert. Danach wurde Wolf als Kompanieoffizier bei der II. Torpedodivision eingesetzt und tat während dieser Dienstzeit auch schon mehrfach wochenweise Dienst als Wachoffizier  auf dem Großen Torpedoboot G 113.  Am 19. September 1912 erfolgte die Beförderung zum Oberleutnant zur See. Unmittelbar vor Ausbruch des Ersten Weltkriegs wurde Wolf dann ab dem 30. Juli 1914 erneut als Wachoffizier auf G 113 eingesetzt und wechselte am 22. September 1914 in gleicher Eigenschaft auf das Torpedoboot V 28. Im Juni 1915 übernahm Wolf dann zunächst das Torpedoboot SMS V 30 als Kommandant, im Juni 1916 dann ebenfalls als Kommandant das Torpedoboot V 26. Diese Dienststellung behielt Wolf bis Dezember 1918, also bis über das Kriegsende hinaus. Vorher wurde er noch am 13. Juli 1916 zum Kapitänleutnant befördert.

### Reichsmarine
Von Dezember 1918 bis  zum 26. April lassen sich keine Kommandos ermitteln. Anschließend war Wolf als Referent beim Personalamt der Marinestation der Nordsee tätig. Ab dem 7. September 1920 wurde er dann als Navigationsoffizier auf dem Kleinen Kreuzer Hamburg eingesetzt, gehörte vom 1. Oktober bis zum 16. Dezember 1921 dem Besatzungsstamm der 4. Halbflottille an und wurde anschließend mit der Führung der II. Flottille beauftragt. Danach war er vom 1. April bis zum 26. September 1922 Kompanieführer in der II. Abteilung der Schiffsstammdivision der Nordsee und gehörte anschließend erneut bis zum 14. Februar 1923 zum Besatzungsstamm der 4. Halbflottille. Ab dem 15. Februar war Wolf dann Chef dieser 4. Halbflottille. Anschließend folgten zwei Verwendungen als Admiralstabsoffizier: zunächst ab dem 10. November 1924 als 3. Admiralstabsoffizier im Stab des Oberbefehlshabers der Seestreitkräfte und dann ab dem 1. April 1925 als 3. Admiralstabsoffizier im Stab des Flottenkommando. Während dieser Dienstzeit wurde er am 1. August 1925 zum Korvettenkapitän befördert. Anschließend war Wolf dann ab dem 27. September 1926 Chef der I. Torpedobootflottille und danach ab dem 6. Oktober 1929 Kommandeur der Torpedo- und Nachrichtenschule der Marine. In dieser Dienststellung wurde er am 1. Mai 1930 zum Fregattenkapitän befördert. Am 21. März 1932 ernannte man Wolf zum Leiter der Reichsmarinedienststelle Bremen. Er behielt diese Stelle auch nach der Umbenennung der Reichsmarine in Kriegsmarine am 1. Juni 1935. Vorher erfolgten noch die Beförderungen zum Kapitän zur See am 1. Oktober 1932 und zum Konteradmiral am 1. Juni 1936.

### Kriegsmarine
Die Kriegsmarinedienststelle Bremen führte Wolf noch bis zum 27. September 1936. Anschließend übernahm er ebenfalls als Leiter bis zum 30. September 1942 die Kriegsmarinedienststelle Hamburg. Am 1. Januar 1939 erhielt Wolf den Charakter als Vizeadmiral. Das Patent zu diesem Dienstgrad erhielt Wolf am 1. Januar 1941. Am 31. August 1942 wurde Wolf aus dem aktiven Wehrdienst entlassen und anschließend zur Verfügung der Kriegsmarine gestellt. Als z.V.-Offizier war Wolf vom 1. Oktober 1942 bis zum 28. Februar 1945 Reichskommissar am Prisenhof in Hamburg. Am 31. März 1945 folgte seine Verabschiedung.